# Henri Donnadieu
Henri Donnadieu (1943 - Cuernavaca, 12 de agosto de 2025) fue un empresario mexicano-francés y activista por los derechos LGBT. Fue el fundador del bar y centro cultural El Nueve, ubicado en la Zona Rosa de la Ciudad de México.

## Biografía
Henri Donnadieu nació en 1943 en la Costa Azul de Francia. Estudió Ciencias Políticas en La Sorbona. Posteriormente vivió en Australia y Nueva Caledonia, donde fundó el Partido Unión Antirracial. En 1976 migró a México como refugiado político, donde conoció a Manolo Fernández, propietario del restaurante de gastronomía francesa Le Neuf ubicado en la Zona Rosa de la Ciudad de México.
En 1977, la pareja inauguró El Nueve, el primer bar abiertamente gay de México, en el local del antiguo restaurante de Fernández. El lugar atrajo a diversas personalidades mexicanas, como Silvia Pinal, Pita Amor, Carlos Monsiváis y [[María Félix] por mencionar algunos. El 9 se convirtió en un espacio seguro para la comunidad gay de la capital mexicana y fue el primer lugar incluyente porque no solo fue un espacio para la comunidad, sino para todos.
Desde el reconocimiento público que alcanzó Donnadieu, realizó campañas de concienciación sobre el VIH/sida y la homofobia que sufrían sus coetáneos.
En 2019, publicó su autobiografía La noche soy yo. Años antes, el escritor Guillermo Osorno publicó Tengo que morir todas las noches, crónica del 9.
Donnadieu falleció en su casa de Cuernavaca el 12 de agosto de 2025.

## Vida personal
Abiertamente homosexual, compartió parte de su vida con su socio y pareja Manolo Fernández. En los últimos años de su vida, fue pareja de Alonso Guardado, quien falleció en 2019.